# Polymorphus marchii
Polymorphus marchii es una especie de acantocéfalo del género Polymorphus, familia Polymorphidae. Fue descrita por Porta en 1910. Se encuentra en Europa y Asia del Norte.